# Marsdenia australis
Marsdenia australis är en oleanderväxtart som först beskrevs av Robert Brown, och fick sitt nu gällande namn av George Claridge Druce. Marsdenia australis ingår i släktet Marsdenia och familjen oleanderväxter. Inga underarter finns listade i Catalogue of Life.